# Neuroleon (Neuroleon) nemausiensis
Neuroleon (Neuroleon) nemausiensis is een insect uit de familie van de mierenleeuwen (Myrmeleontidae), die tot de orde netvleugeligen (Neuroptera) behoort. 
Neuroleon (Neuroleon) nemausiensis is voor het eerst wetenschappelijk beschreven door Borkhausen in 1791.